# Viajero frecuente (álbum)
Viajero frecuente es el título del 15°. álbum de estudio grabado por el cantautor venezolano Ricardo Montaner, Fue lanzado al mercado bajo el sello discográfico Sony Music Latin el 16 de octubre de 2012. El álbum contiene 13 nuevas canciones grabadas entre Madrid, Miami, Milán y Buenos Aires junto con algunos de los más renombrados productores latinos destacando canciones como Convénceme o el tema flamenco Déjame soñar, en el que Ricardo Montaner, el cantautor más importantes de Latinoamérica, uno de los más grandes exponentes de la canción romántica, galardonado con múltiples premios y reconocimientos a lo largo de su carrera canta a dúo con India Martínez. También tiene la canción La gloria de Dios, un tema producido por él mismo hace unos años para Noemi Luz que pertenecía originalmente al álbum "Palabras" (su primer álbum cristiano en producir); pero esta vez, lo hace junto a su hija menor Evaluna Montaner.

## Lista de canciones
El disco contiene 13 canciones inéditas. 
| N° | Título                                                       | Autores                                                                | Duración |
| -- | ------------------------------------------------------------ | ---------------------------------------------------------------------- | -------- |
| 1  | Viajero frecuente                                            | Ricardo Montaner / Massimiliano D'Apollo / Max Longhi / Giorgio Vanni  | 4:24     |
| 2  | La canción cue necesito                                      | Ricardo Montaner / Yasmil Marrufo                                      | 3:40     |
| 2  | Time                                                         | Ricardo Montaner / Ricardo Reglero Jr.                                 | 4:26     |
| 4  | Ya no queda un alma (Grado 33)                               | Ricardo Montaner / Yasmil Marrufo                                      | 3:58     |
| 5  | Voy a vivir la vida                                          | Ricardo Montaner / Yasmil Marrufo                                      | 3:27     |
| 6  | Hazme regresar                                               | Ricardo Montaner / Alejandro Reglero / Alberto Gaitán / Ricardo Gaitán | 3:18     |
| 7  | Convénceme                                                   | Ricardo Montaner / Yasmil Marrufo                                      | 3:39     |
| 8  | Déjame soñar (Participación especial: India Martínez)        | Ricardo Montaner                                                       | 3:24     |
| 9  | El centro de la tierra                                       | Ricardo Montaner                                                       | 4:21     |
| 10 | Te amo hasta siempre (Participación Especial: MR)            | Ricardo Montaner / Ricardo Reglero Jr.                                 | 3:51     |
| 11 | El piano nunca más                                           | Ricardo Montaner / Massimiliano D'Apollo / Max Longhi / Giorgio Vanni  | 3:53     |
| 12 | Hago una poesía                                              | Ricardo Montaner / Paolo Paltrinieri                                   | 3:42     |
| 13 | La gloria de Dios (Participación Especial: Evaluna Montaner) | Ricardo Montaner / Pablo Manavello                                     | 6:20     |